# Oliver Ivanović
Oliver Ivanović cyr. Оливер Ивановић (ur. 1 kwietnia 1953 w Raniciu, zm. 16 stycznia 2018 w Mitrowicy) – serbski polityk z Kosowa.

## Życiorys
Pochodził ze wsi Ranić w zachodnim Kosowie. Był synem historyka Bogdana Ivanovicia i Olgi, wykładowcy języka i literatury serbskiej. Po ukończeniu nauki w technikum w Mitrowicy rozpoczął studia w Akademii Wojskowej w Zagrzebiu, gdzie uczył się na pilota wojskowego. W czasie studiów rozpoczął treningi karate i uzyskał stopień instruktora. Studia musiał przerwać z powodów zdrowotnych (choroba oczu). Powrócił do Kosowa, gdzie kształcił się na Wydziale Mechanicznym Uniwersytetu w Prisztinie, a następnie na Wydziale Ekonomicznym tej samej uczelni.
Po ukończeniu studiów pracował w kilku przedsiębiorstwach w Mitrowicy, zaś w latach 1991−1998 kierował ośrodkiem sportowym w tym mieście. W latach 1998−2004 mieszkał w Glogovacu, gdzie objął stanowisko dyrektora generalnego kopalni niklu Feronikl. W 2004 objął stanowisko dyrektora Urzędu Zatrudnienia Kosowa.

## Kariera polityczna
W 1971 wstąpił do Związku Komunistów Jugosławii. W czerwcu 1998 w czasie wojny w Kosowie objął stanowisko przewodniczącego Serbskiej Rady Narodowej Północnego Kosowa i Metochii. Funkcję tę pełnił do czerwca 2001. Dwa miesiące później został wybrany członkiem Centrum Koordynacyjnego Kosowa i Metochii. Po uzyskaniu w 2001 mandatu deputowanego Zgromadzenia Kosowa znalazł się we władzach prezydium kosowskiego parlamentu. Jako przedstawiciel Partii Socjaldemokratycznej Nebojšy Čovicia w 2004 znalazł się na pierwszym miejscu listy serbskiej w kolejnych wyborach do kosowskiego parlamentu.
W 2009 założył inicjatywę obywatelską Sloboda, demokratija, pravda (Wolność, demokracja, sprawiedliwość), stając na czele tej organizacji. W tym samym czasie pełnił funkcję sekretarza stanu w Ministerstwie d.s. Kosowa i Metochii, wchodzącym w skład rządu Republiki Serbii.
W styczniu 2014 został aresztowany pod zarzutem udziału w zbrodniach wojennych w latach 90. w Kosowie. W tym czasie Ivanović należał do jednej z serbskich grup paramilitarnych działających w Mitrowicy, której przypisywano zabójstwo czterech Albańczyków 14 kwietnia 1999. W lutym 2000 Ivanović miał także zachęcać do zemsty na Albańczykach po zamachu bombowym na kafejkę, w wyniku którego 14 Serbów zostało rannych. W 2015 został skazany w I instancji na 9 lat więzienia przez trybunał podległy EULEX. W lutym 2017 sąd apelacyjny w Prisztinie anulował wyrok z powodu uchybień proceduralnych i polecił przeprowadzenie ponownego procesu.
W 2017 wystartował w lokalnych wyborach w Kosowie, reprezentując partię socjaldemokratyczną. W czasie kampanii krytykował władze Serbii i rządzącą w Serbii partię Aleksandara Vučicia za popieranie wyłącznie partii serbskich w Kosowie. Był zaliczany do grona zwolenników współpracy serbsko-albańskiej w Kosowie. Po zabójstwie Ivanovicia delegacja serbska przerwała rozmowy z Albańczykami w sprawie przyszłego statusu Kosowa.

## Zamach

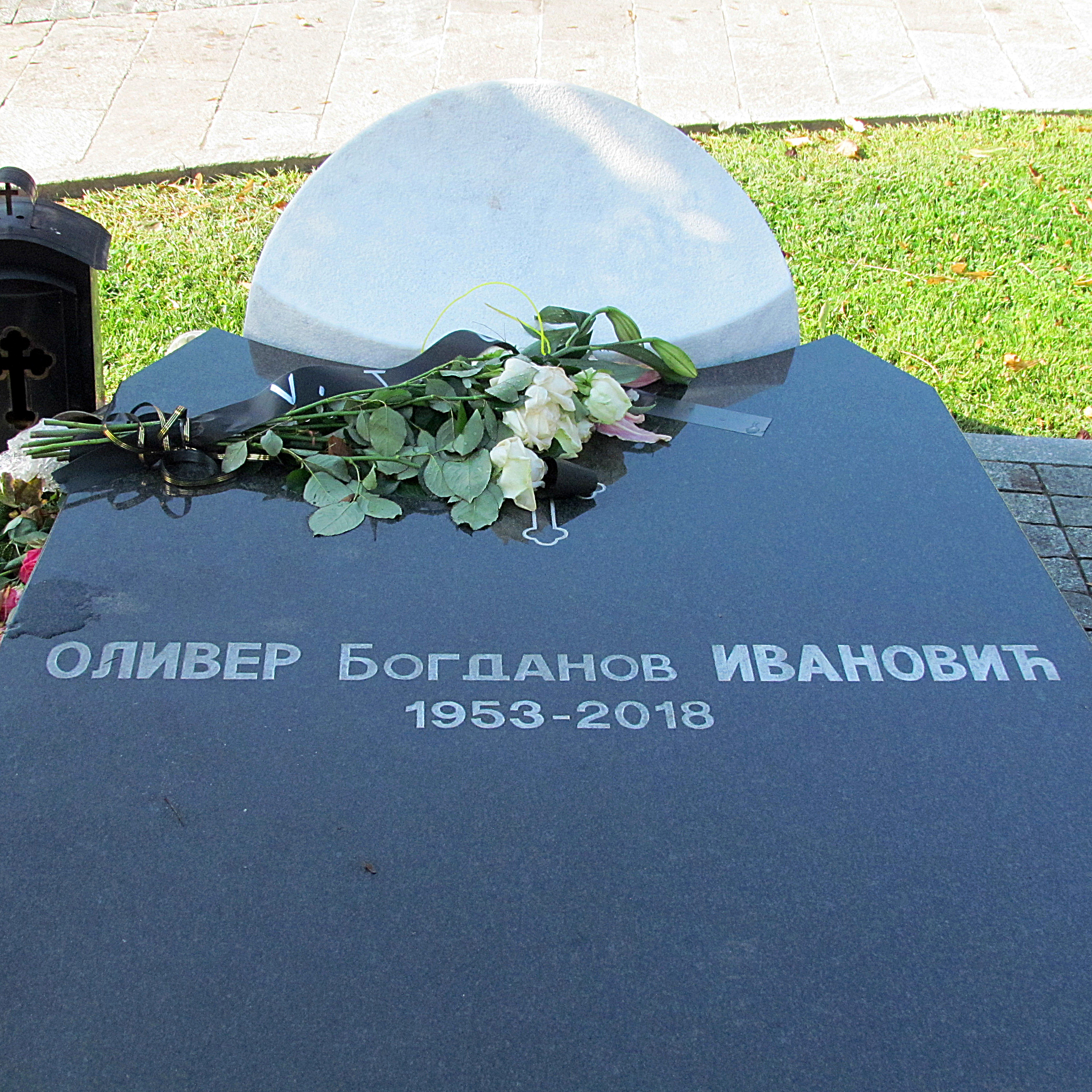
Grób Olivera Ivanovicia

16 stycznia 2018 Ivanović padł ofiarą zamachu w pobliżu swojego biura w północnej części Mitrowicy. Postrzelony pięciokrotnie w plecy z przejeżdżającego samochodu Opel Astra, zmarł w szpitalu. Była to trzecia próba zamachu na jego życie (poprzednie w 2005 i 2017).

## Życie osobiste
Był żonaty (żona Milena Popović Ivanović), miał czterech synów i córkę.